# Aubergwarte

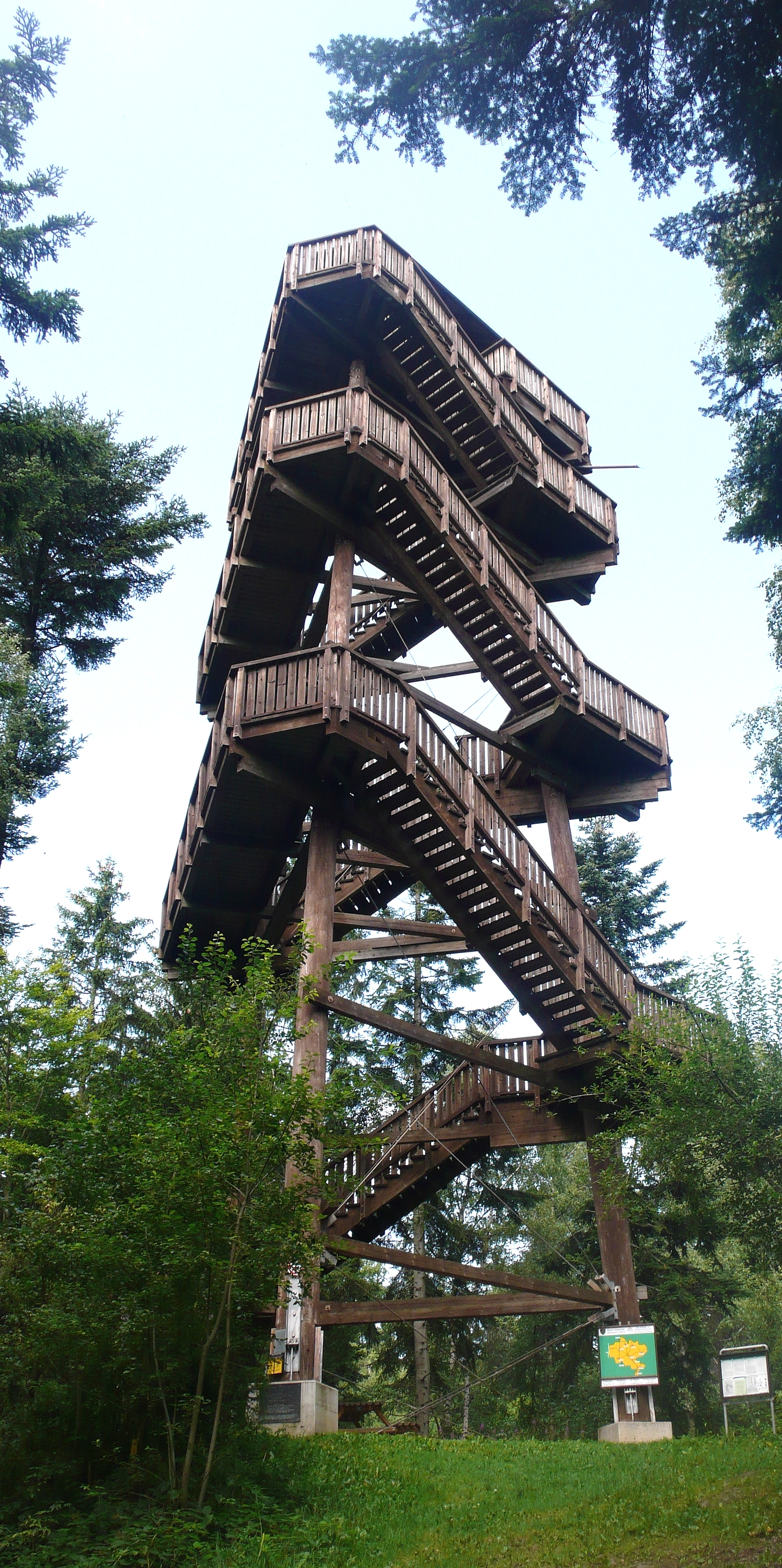
Aubergwarte

Die Aubergwarte ist ein Aussichtsturm auf dem 811 m hohen Auberg im Gemeindegebiet von Großgöttfritz.

## Geschichte
Eine erstmals 1888 durch den Österreichischen Touristenklub errichtete, hölzerne Plattform wurde zu Beginn des 20. Jahrhunderts wegen Baufälligkeit wieder abgetragen.
Vom Bundesamt für Eich- und Vermessungswesen wurde 1937 auf dem Auberg ein Hochstand für vermessungstechnische Arbeiten errichtet und im Zweiten Weltkrieg als Beobachtungsposten verwendet. 1963 wurde an der gleichen Stelle ein neuer, hölzerner Vermessungsturm errichtet und Mitte der 1970er-Jahre wieder abgetragen.
Der derzeitige Aussichtsturm mit einer Höhe von 27,55 Meter wurde am 11. Oktober 1992 nach vierteljährlicher Bauzeit feierlich eröffnet. 130 Stufen führen auf die 23,4 Meter hoch gelegene überdachte Aussichtsplattform.
Aufgrund der besonderen Konstruktion des Turms mit umlaufendem Treppenaufgang um die zentrale Dreibeinkonstruktion wurde dem BHW Großgöttfritz und der Marktgemeinde Großgöttfritz 1993 die Goldene Kelle als höchste niederösterreichische Auszeichnung für Baugestaltung verliehen.